# Суничник у Нікітському ботанічному саду
Суничник в Нікітському ботанічному саду. Росте в Нікітському ботсаду, Крим, нижче і на схід від Наукового корпусу. Дерево має чотири великі гілки обхватом по 2,20 м, біля коріння обхват дерева — 5,40 м. Висота 8 м, вік близько 800—1000 років. Дерево в пригніченому стані, стовбури його порізані автографами екскурсантів, одна з гілок пошкоджена залізними зубцями огорожі, екскурсанти залазять на стовбури дерева фотографуватися, що загрожує їм поломками. В стовбурі суничника є гниюче дупло. Необхідно поставити підпорки під дві нахилені гілки, встановити охоронний знак і огорожу, яка б не калічила дерево, але виключала доступ людей до нього. Отримав статус ботанічної пам'ятки природи в 2011 р. з ініціативи Київського еколого-культурного центру.